# Борнуур
Борнуур (монг.: Борнуур) — сомон аймаку Туве, Монголія. Населення 4,8 тис. Центр — селище Борнуур розташоване на відстані 156 км від м. Зуунмод та 110 км від Улан-Батора. Територією сомону протікає річка Бороо.

## Клімат
Клімат різкоконтинентальний. Середня температура січня −20 градусів, липня +20 градусів, середньорічна норма опадів 265 мм.

## Тваринний світ
Водяться олені, козулі, вовки, лисиці, корсаки, зайці.

## Економіка
Населення розводить свиней, вирощує картоплю та овочі, понад 600 сімей займаються видобутком золота.

## Соціальна сфера
Є школа, лікарня, культурно-торговельні центри.